# Hotel International
Hotel International (Originaltitel: The V.I.P.s) ist ein britisches Filmdrama des Regisseurs Anthony Asquith aus dem Jahr 1963.

## Handlung
Wegen dichten Nebels schließt der Flughafen London Heathrow. Die Passagiere des Fluges nach New York werden nach längerer Wartezeit im Hotel International untergebracht. Unter ihnen ist die frustrierte und vernachlässigte Frances, die ihren Ehemann Paul Andros, einen millionenschweren Unternehmer, verlassen möchte, um mit ihrem Geliebten, dem Playboy und Spieler Marc, ein neues Leben zu beginnen. Da ist der Filmregisseur Max Buda, der in Begleitung der aufstrebenden Schauspielerin Gloria Gritti ein neues Projekt starten will, dem aber auch eine hohe Steuernachzahlung in Großbritannien droht, sollte er das Land nicht bis Mitternacht verlassen haben. Der Industrielle Les Mangrum schließlich befindet sich mit seiner Sekretärin Miss Mead auf dem Weg nach New York, um mit seiner Bank zu verhandeln. Er will die Übernahme seiner Firma durch einen Konzern verhindern. Unter den Fluggästen befindet sich auch die Herzogin von Brighton. Die verarmte Adelige beabsichtigt, in Florida eine Stelle als stellvertretende Hoteldirektorin anzunehmen, um ihren englischen Landsitz vor dem Verkauf zu retten.
Im Verlauf der Handlung gelingt es dem zum Flughafen eilenden Andros, seine Ehefrau zum Bleiben zu überreden. Auch Miss Mead, die insgeheim in ihren Chef verliebt ist, gelingt es, durch Andros’ finanzielle Hilfe die Firma ihres Chefs vor dem Bankrott zu retten. Auch die Geldprobleme der Herzogin von Brighton klären sich und die Maschine hebt am folgenden Tag, mit zwölfstündiger Verspätung, nach New York ab.

## Hintergrund
Die Episode des Liebespaares, das nach New York fliehen will, ist einer wahren Begebenheit nachempfunden. Vivien Leigh wollte mit ihrem Liebhaber Peter Finch ein neues Leben beginnen. Leighs Ehemann Laurence Olivier gelang es jedoch, seine Frau am Londoner Flughafen abzupassen und wieder heimzuholen.
Für die Rolle der Frances war zunächst Sophia Loren vorgesehen. Doch Taylor, die mit Richard Burton seit den Dreharbeiten für Cleopatra eine Romanze hatte, wollte gerne erneut mit ihm auftreten. Angesichts der als günstig erscheinenden Publicity-Situation ging MGM sehr bereitwillig darauf ein. Taylors Gage betrug eine Million Dollar, Burton erhielt 500.000 Dollar. Beide waren außerdem mit 20 % am Umsatz beteiligt, sodass sie an dem Film insgesamt 2,8 Millionen Dollar verdienten. Die Gesamteinnahmen aus dem Film, dessen Herstellung knapp drei Millionen Dollar gekostet hatte, betrugen etwa 14 Millionen Dollar.
Die Abkürzung „V.I.P.“ im Original-Filmtitel steht für „Very Important Person“ (dt. „Sehr wichtige Person“).
Die Telefonnummer, die Elizabeth Taylor im Film angibt (Grosvenor 7060), war zu der Zeit, als der Film gedreht wurde, die Londoner Büronummer von MGM.
Der nahezu zeitgleich gedrehte deutsche Film Die endlose Nacht von Will Tremper war thematisch ähnlich gelagert, wurde aber von der Kritik deutlich besser bewertet.

## Kritiken
Adolf Heinzlmeier und Berndt Schulz bezeichneten den Film im Lexikon „Filme im Fernsehen“ als eine „einfältige, geschwätzige Grandhotel-Klamotte“, die „rührselig und verlogen“ sei. Dennoch gebe es „Lichtblicke durch Maggie Smith, Orson Welles und Margaret Rutherford“. (Wertung: 1½ von 4 möglichen Sternen = mäßig) Für das Lexikon des internationalen Films handelte es sich um „[e]in mit großem Aufwand inszeniertes Melodram mit berühmter Besetzung, das sich zwar um Gesellschaftskritik bemüht, aber weitgehend oberflächlich und klischeeverhaftet bleibt und nie über gefühlsbetonte Augenblicksunterhaltung hinauskommt.“
„In dem starbesetzten Melodram um Liebe, Geld und Eifersucht brilliert besonders Margaret Rutherford in der Rolle der Herzogin von Brighton“, befand die Fernsehzeitschrift Prisma.

## Auszeichnungen
Der Film galt vor allem für Margaret Rutherford als Erfolg. Für die Nebenrolle der verarmten Adligen wurde sie mit dem Oscar, Golden Globe, Laurel Award und dem Preis des amerikanischen National Board of Review bedacht. Maggie Smith wurde für den Part der Miss Mead ebenfalls für den Golden Globe als Beste Nachwuchsdarstellerin nominiert. Kameramann Jack Hildyard erhielt eine Nominierung für den British Film Academy Award.
Die Filmbewertungsstelle Wiesbaden verlieh der Produktion das Prädikat „wertvoll“.

## Deutsche Fassung
Die deutsche Synchronfassung entstand durch das MGM Synchronisations-Atelier Berlin unter der Dialogregie von Ingeborg Grunewald.
| Rolle                 | Darsteller          | Synchronsprecher    |
| --------------------- | ------------------- | ------------------- |
| Frances Andros        | Elizabeth Taylor    | Dinah Hinz          |
| Paul Andros           | Richard Burton      | Wilhelm Borchert    |
| Marc Champselle       | Louis Jourdan       | Paul Edwin Roth     |
| Max Buda              | Orson Welles        | Walther Suessenguth |
| Les Mangrum           | Rod Taylor          | Horst Niendorf      |
| Herzogin von Brighton | Margaret Rutherford | Agnes Windeck       |
| Miss Mead             | Maggie Smith        | Anneliese Priefert  |
| Commander Millbank    | Dennis Price        | Curt Ackermann      |
| Sanders               | Richard Wattis      | Erich Fiedler       |
| Doctor Schwalbacher   | Martin Miller       | Hugo Schrader       |
| Hotelkellner          | Stringer Davis      | Knut Hartwig        |
| Flughafendirektor     | Michael Hordern     | Paul Wagner         |